# Agustí Alaman i Rodrigo
Agustí Alaman i Rodrigo (* 5. Juli 1912 in Algemesí; † 10. Juli 1994 in Valencia) war ein valencianischer Komponist, Pianist und Chorleiter.

## Leben und Werk
Agustí Alaman studierte Rechtswissenschaften und Musik in Valencia. Er war Schüler des Pianisten Leopold Querol am Konservatorium von Valencia.
Mit siebzehn Jahren gab er sein erstes Konzert. Ab diesem Zeitpunkt entwickelte er eine doppelte musikalische Karriere als Pianist und Chorleiter. In seiner Jugend wirkte er als Solopianist und Begleiter in Konzerten in verschiedenen spanischen und italienischen Städten und dirigierte das Stadtorchester von Valencia. 1942 gründete er den Coral Polifònica Valenciana. Für Aufführungen dieses Chores wie den Messias von Georg Friedrich Händel und Johann Sebastian Bachs Matthäuspassion fertigte er singbare Übersetzungen in katalanischer Sprache an. Er arbeitete mit zahlreichen weiteren Chören zusammen. Er war Direktor der Escola de Cants Folklòrics (Schule für Volksliedgesang). Als Komponist und als praktizierender Musiker engagierte er sich intensiv für das Genre des Volksliedes.
Das von ihm komponierte Marienlied  Virolai a la Mare de Déu de la Salut ist hochbeliebt im Bereich der Andachtslieder.
1977 erhielt er die Silbermedaille der Stadt Valencia und 1981 die Ehrensilberplakette der Diputació de València für sein Engagement im Bereich der Chormusik.